# Forza Horizon 3
Forza Horizon 3 is een racespel ontwikkeld door Playground Games en uitgebracht door Microsoft Studios voor Xbox One en Microsoft Windows.

## Spel
Het spel speelt zich af in een open wereld in Australië en kan tussen de twee platforms worden gespeeld. Het spel bevat meer dan 350 voertuigen, en 79 automerken. Het is het derde Forza Horizon-spel en het negende deel uit de Forza-serie.

## Ontvangst
De Xbox One-versie werd beter ontvangen in recensies dan de pc-versie, volgens aggregatiewebsite Metacritic. Forza Horizon 3 is tot op heden het meest geprezen deel in de serie, en is het enige Xbox One-spel met een score op Metacritic hoger dan 90. Wereldwijd zijn er van het spel ruim 2,5 miljoen exemplaren verkocht.